# Талица-Ил

Талица-Ил — река в России, протекает в Прилузском районе Республики Коми. Устье реки находится в 119 км по правому берегу реки Летка. Длина реки составляет 11 км.
Исток реки находится на Северных Увалах близ границы с Кировской областью в 10 км к юго-западу от села Гурьевка. Исток реки лежит на водоразделе Летки и Великой, рядом находится исток Волковицы. Река течёт на северо-восток, в среднем течении на реке стоит посёлок сельского типа Гуляшор. Впадает в Летку в деревне Талица.

## Данные водного реестра
По данным государственного водного реестра России относится к Камскому бассейновому округу, водохозяйственный участок реки — Вятка от истока до города Киров, без реки Чепца, речной подбассейн реки — Вятка. Речной бассейн реки — Кама.
По данным геоинформационной системы водохозяйственного районирования территории РФ, подготовленной Федеральным агентством водных ресурсов:
- Код водного объекта в государственном водном реестре — 10010300212111100031761
- Код по гидрологической изученности (ГИ) — 111103176
- Код бассейна — 10.01.03.002
- Номер тома по ГИ — 11
- Выпуск по ГИ — 1